# Rok 1984
Rok 1984 (tytuł oryginalny: Nineteen Eighty-Four) – brytyjska powieść, futurystyczna dystopia o licznych podtekstach politycznych, napisana przez George’a Orwella i opublikowana w roku 1949.

## Historia
Autor napisał ją pod wpływem kontaktu z praktyczną stroną systemu stalinowskiego, do jakiego po raz pierwszy doszło w Hiszpanii w 1936 roku (w czasie wojny domowej), gdzie pojechał jako dziennikarz i sympatyk strony republikańskiej. Wspomnienia niedalekiej przeszłości pozwoliły wykreować mu antyutopijny porządek świata w fikcyjnej przyszłości. Książka była ostatnim dziełem George’a Orwella. Pracę nad nią rozpoczął w 1948 roku, kiedy jego zdrowie uległo znacznemu pogorszeniu (cierpiał na zaawansowaną formę gruźlicy).
Jako sympatyk antystalinowskiej partii POUM był zmuszony uciec przed zorganizowaną przez INO NKWD (por. Aleksandr Orłow) nagonką i egzekucją. Swoje przeżycia opisał w zbiorze reportaży W hołdzie Katalonii.
Pierwsze polskie tłumaczenie – Juliusza Mieroszewskiego – opublikowane zostało na emigracji w Instytucie Literackim w Paryżu w roku 1953. W PRL powieść Orwella była zakazana przez cenzurę, pierwsze oficjalne wydanie (PIW) w roku 1988; od roku 1980 była jednak publikowana w postaci przedruków z wydania paryskiego w wydawnictwach niezależnych – tzw. „drugiego obiegu”. Od 1988 roku oficjalne wydania krajowe ukazywały się w tłumaczeniu Tomasza Mirkowicza oraz Barłomieja Zborskiego, a w 2021 opublikowano tłumaczenia Doroty Konowrockiej-Sawy i Roberta Sudóła. W tym samym roku nakładem Wydawnictwa Jaguar została opublikowana powieść graficzna Rok 1984 w tłumaczeniu Małgorzaty Kaczorowskiej. Autorem adaptacji i ilustracji jest brazylijski grafik Fido Nesti. W 2021 Fundacja Nowoczesna Polska, prowadząca bibliotekę internetową Wolne Lektury, wydała pierwsze polskie tłumaczenie książki na wolnej licencji (Licencji Wolnej Sztuki 1.3.) w tłumaczeniu Julii Fiedorczuk.
Do kultury masowej przeniknęły pewne pojęcia z tej powieści np. Wielki Brat (ang. Big Brother), nowomowa (ang. newspeak), myślozbrodnia (ang. thoughtcrime) czy nieosoba (ang. unperson – polityk odsunięty od wpływów lub obywatel o wrogich lub nieortodoksyjnych poglądach politycznych).
1 stycznia 2021 roku prawa autorskie do książki wygasły (Orwell zmarł w 1950 roku), tym samym przeszła ona do domeny publicznej.

## Tytuł
Przez jakiś czas Orwell wahał się między dwoma tytułami książki: Nineteen Eighty-Four (ang. Tysiąc dziewięćset osiemdziesiąt cztery) i The Last Man in Europe (ang. Ostatni człowiek w Europie). Ostatecznie zdecydował się na ten pierwszy, idąc za radą wydawcy, Freda Warburga.
Istnieje kilka hipotez dotyczących tytułu książki:
- najbardziej rozpowszechniona (mająca źródło w informacji opublikowanej przez amerykańskiego wydawcę dzieł Orwella) stwierdza, że Rok 1984 jest anagramem roku 1948, w którym powstała książka; nie istnieje jednak żaden dokument, który by to potwierdzał;
- na rok 1984 przypadała setna rocznica założenia Towarzystwa Fabiańskiego;
- w Żelaznej stopie (dystopijnej powieści autorstwa Jacka Londona) jedno z kluczowych dla fabuły wydarzeń ma miejsce w 1984 r.
- akcja powieści Napoleon z Notting Hill Gilberta Keitha Chestertona, jednego z ulubionych pisarzy Orwella, toczy się w 1984 r.
- prof. Peter Davidson zasugerował, że Rok 1984 może być związany z osobą Richarda Blaira, syna Orwella, który urodził się w 1944 r.[11]

## Fabuła
Powieść opisuje Londyn w Oceanii w niezbyt odległej przyszłości (w czasie powstawania powieści; obecnie jest to niedawna przeszłość), gdzie życie jednostek zostaje podporządkowane wszechpotężnej władzy państwa. Społeczeństwo podzielone jest na trzy klasy społeczne:
1. klasę wyższych funkcjonariuszy partyjnych (Partia Wewnętrzna, 2% populacji), pełniących najwyższe urzędy państwowe;
2. szeregowych członków Partii (Partia Zewnętrzna, 13% populacji), będących urzędnikami niskiego szczebla;
3. proli (85% populacji), czyli proletariuszy – klasy pracującej – będącej w filozofii partii grupą „podludzi”, nie stwarzających zagrożenia i niewartych uwagi („Prole i zwierzęta są wolne”). W konsekwencji prole mają de facto znacznie większą wolność osobistą niż „klasa średnia”: wolno im kochać, spędzać czas wolny wedle swego upodobania (np. uprawiając hazard), komentować między sobą bieżące wydarzenia. Mogą nawet praktykować religię (coś niedopuszczalnego pośród członków Partii).

Prole mieszkają w osobnych dzielnicach, do których co prawda wolno zachodzić członkom Partii, co może jednak świadczyć o ich niepożądanej indywidualności. W dzielnicach tych inwigilacja wydaje się być znikoma (nie ma wszechobecnych teleekranów ani podsłuchów). Nie jest ona konieczna, ponieważ prole nie są uświadomieni społecznie i zajmują się wyłącznie zaspokajaniem podstawowych potrzeb. Pomimo tego, że stanowią zdecydowaną większość (ok. 85%) społeczeństwa i mogliby w dowolnej chwili zniszczyć Partię, nie odczuwają potrzeby buntu. Pośród nich krążą prawdopodobnie agenci Policji Myśli, którzy wyłapują nieliczne jednostki inteligentne, mogące potencjalnie zorganizować proli w liczącą się siłę.
Członkowie Partii Zewnętrznej są odpowiednikami dzisiejszej klasy średniej. Zajmują się głównie sprawami administracyjnymi, ale także pisaniem książek, tworzeniem filmów (głównie pornograficznych) i komponowaniem kiczowatej muzyki dla proli. Każdy członek Partii jest całkowicie podporządkowany doktrynie angsocu, czyli „angielskiego socjalizmu”. Angsoc nie przewiduje wolności słowa ani nawet wolności myśli. Wszechobecne teleekrany, które pełnią jednocześnie funkcję kamer szpiegowskich, wymuszają bezwzględne posłuszeństwo. Nawet najdrobniejsze wykroczenie poza normę (np. wściekły lub niezadowolony wyraz twarzy) jest natychmiast wykrywane i kończy się ewaporacją, czyli śmiercią i całkowitym wymazaniem z historii. Osoba, która została ewaporowana, oficjalnie nigdy nie istniała.
O członkach Partii Wewnętrznej wiadomo niewiele: nie kontaktują się z nikim, czasem pojawiają się na teleekranach lub na pełnych nienawiści manifestacjach, urzędują na najwyższych piętrach Ministerstw. Żyją we względnym dobrobycie, choć oficjalnie nie są bardziej uprzywilejowani niż członkowie Partii Zewnętrznej. Sprawują bezwzględną kontrolę nad życiem tych ostatnich. Ich zadaniem jest niedopuszczenie do zmiany układu sił i utrzymywanie partii przy władzy. Dostęp do wysokiej jakości jedzenia i używek oraz pewna doza swobody (jak choćby luksus wyłączenia na jakiś czas teleekranu) sprawia, że wszyscy są posłuszni Partii i bez mrugnięcia okiem wykonują swoje obowiązki. Ich jedynym celem jest władza sama w sobie, nie mają wyższych ideałów czy potrzeb.
Kodeks karny uproszczony jest do minimum – osoba podejrzana jest winna i wykazanie tej winy jest jedynym zadaniem sądu. Kara jest tylko jedna – „ewaporacja”, która jest czymś więcej niż karą śmierci. Jest to nie tylko fizyczne unicestwienie człowieka, ale również usunięcie wszelkich śladów jego istnienia: zniszczenie książek czy gazet, w których występowało nazwisko skazanego i wydrukowanie nowych, już bez niego. Wszelka rozmowa o unicestwionym jest zabroniona i karalna. Ewaporacja osoby nie jest jawna ani rejestrowana. Jedynie skazani członkowie Partii Wewnętrznej biorą udział w publicznych procesach, które organizowane są po to, by zastraszyć pozostałych obywateli. Czasem tacy skompromitowani członkowie Partii Wewnętrznej na jakiś czas są pozostawiani przy życiu i mają możliwość poruszania się po Londynie. Nie są już groźni – zostali „złamani” torturami i poddani praniu mózgu.

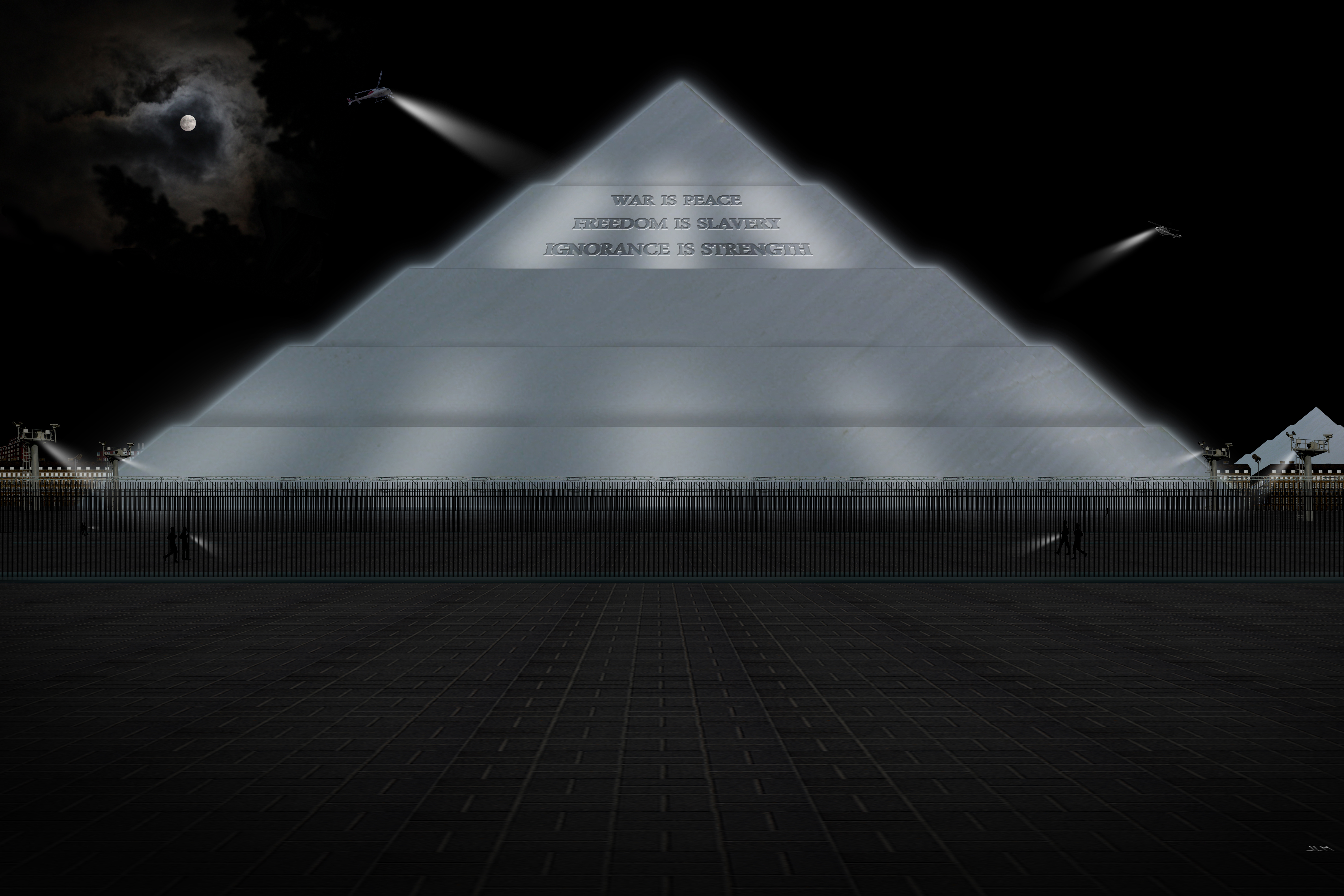
Ministerstwo Prawdy, wizja artysty. Na ścianie hasło Partii

Na aparat państwowy Oceanii, w której rozgrywa się akcja powieści, składają się cztery ministerstwa:
- Ministerstwo Pokoju, zajmujące się w rzeczywistości ciągłymi działaniami wojennymi,
- Ministerstwo Prawdy, którego celem jest propaganda i nieustanne fałszowanie wszelkich informacji,
- Ministerstwo Miłości, odpowiedzialne za inwigilację oraz egzekucje,
- Ministerstwo Obfitości, zajmujące się produkcją i gospodarką, a także – poprzez głodowe racje żywnościowe – utrzymywaniem obywateli w poczuciu ciągłego niedostatku spowodowanego działaniami wojennymi.

Głównym bohaterem powieści jest Winston Smith, mężczyzna w średnim wieku, członek Zewnętrznej Partii, pracownik Ministerstwa Prawdy. Zajmuje się on ciągłym „aktualizowaniem” prasy. Do jego obowiązków należy między innymi usuwanie nazwisk ewaporowanych osób, poprawianie błędnych prognoz rządu (tak, aby jego przewidywania wydawały się trafne), wymazywanie niespełnionych obietnic rządu czy nawet pisanie od nowa całych artykułów, jeżeli są w całości niezgodne z „rzeczywistością”.
Winston, rozczarowany swoim życiem i dostrzegający szaleństwo systemu, stara się dociec, czy to, co mówi Partia, jest prawdą i czy to, co robi, ma jakikolwiek sens. Swój cichy bunt rozpoczyna od poważnej myślozbrodni – w kupionym w dzielnicy proli zeszycie zapisuje swoje myśli. Notatka z niewinnego opisu obejrzanego dzień wcześniej filmu zamienia się w deklarację nienawiści do Wielkiego Brata. W późniejszym czasie Winston niejednokrotnie dopuszcza się myślozbrodni. Któregoś dnia poznaje Julię – młodą pracownicę innego działu Ministerstwa Prawdy. Zakochują się w sobie, współżyją ze sobą w ukryciu – takie uczucia jak miłość, lojalność czy przyjaźń są zabronione. Za pośrednictwem O’Briena, członka Partii Wewnętrznej, domniemanego członka Braterstwa, wchodzą w posiadanie tajemniczej Księgi autorstwa Goldsteina, znienawidzonego wroga Partii, postaci ukazywanej przez propagandę i plotki jako swoiste przeciwieństwo Wielkiego Brata.
Ponadto Winston dopuszcza się następujących zbrodni: odwiedza dzielnice proli, rozmawia z prolami, opuszcza na kilka godzin Londyn. Za każde z tych przestępstw grozi ewaporacja. Ostatecznie Winston ponosi klęskę – zostaje aresztowany, poddany śledztwu, w czasie którego przyznaje się do winy. Jest to jednak tylko wstęp, gdyż ostatecznym celem śledztwa nie jest udowodnienie winy (która i tak jest oczywista), a „przebudowa” świadomości skazanego (pranie mózgu). Ostateczną klęską Winstona jest zdradzenie Julii, a przypływ miłości do Wielkiego Brata, który czuje po wyjściu z Ministerstwa Miłości, jest triumfem śledczych.

## Świat wRoku 1984

Świat w „Roku 1984”

Świat w Roku 1984 jest podzielony na trzy walczące ze sobą nieustannie supermocarstwa. Państwom tym, walczącym o wielki obszar obfitujący w potencjalnych niewolników i zasoby naturalne (część Afryki, Indie, Azja Południowo-Wschodnia i Bliski Wschód), wcale nie zależy na pokoju, gdyż dzięki wojnie utrzymać można status quo wewnątrz. Dla każdego mocarstwa wojna jest po to, aby uzasadniać obywatelom konieczność istnienia reżimu, który chroni przed hordami sąsiadów. Walczą o tereny sporne, aby spożytkować ich zasoby na dalsze prowadzenie wojny. Popełniane są zbrodnie wojenne. Bitwy są prawdziwe, ale kampanie prowadzone tak, aby samemu nie zwyciężyć. Wojna uzasadnia także ogólnie panującą nędzę (połowa Oceanii chodzi bez butów, żyletki są towarem luksusowym, a przydział czekolady spada) i marną jakość tych towarów, które są dostępne.
Państwa w Roku 1984:
- Oceania:
  - Państwo, w którym rozgrywa się akcja powieści. Obejmuje obie Ameryki, Wyspy Brytyjskie, Islandię, Karaiby, południową Afrykę, Madagaskar, Australię i Oceanię – stanowi zatem syntezę dwóch wielkich mocarstw: USA i Imperium Brytyjskiego. Panuje tu ideologia angsocu, równie totalitarna jak jej odpowiedniki u sąsiadów. Atutem uniemożliwiającym podbój przez wrogie mocarstwo jest rozległość wód terytorialnych.
  - Oceania jest w komfortowej sytuacji politycznej: zawsze znajduje się w sojuszu z jednym z pozostałych mocarstw przeciwko trzeciemu. Nigdy dwaj sąsiedzi nie zmówili się przeciwko Oceanii. Na początku powieści, wrogiem jest Eurazja. Podczas Tygodnia Nienawiści, wrogiem stała się Wschódazja. Spowodowało to niszczenie przez lud wszelkich dekoracji gloryfikujących byłego sojusznika. Winston Smith pamiętał, że zmiana ta następowała wiele razy, mimo to w społeczeństwie Oceanii zawsze należało pamiętać, że wróg i sojusznik zawsze byli tacy sami co teraźniejsi. Winston i inni pracownicy Ministerstwa Prawdy musieli zniszczyć wszystkie książki, artykuły, dzieła sztuki i inne media, w których Eurazja jest wrogiem, a Wschódazja sojusznikiem, a następnie napisać je od nowa i udawać, że zawsze w takiej formie istniały. Pod koniec powieści dowiadujemy się, że Oceania prowadzi wojnę z Eurazją i podkreślone jest wyraźnie, że należy o tym pamiętać. Zmiana sojuszy następuje wtedy, gdy dla reżimu Oceanii jest to wygodne.

- Eurazja:
  - Rozrośnięty Związek Radziecki, który podbił Europę (prócz Wysp Brytyjskich i Islandii) oraz Turcję. Południowe republiki radzieckie w Azji zostały częściowo stracone na rzecz Wschódazji. Ideologią panującą jest neobolszewizm. Atutem uniemożliwiającym podbój przez wrogie mocarstwo jest rozległość lądów.

- Wschódazja:
  - Obejmuje Chiny i pobliskie kraje. Jest najmniejszym mocarstwem. Jego oficjalną ideologią jest kult samozniszczenia (Kult Nie-Ja). Atutem uniemożliwiającym podbój przez wrogie mocarstwo jest ogromna liczba mieszkańców.

## Adaptacje filmowe
Na podstawie książki powstało kilka filmów: w roku 1954, w 1956 i w 1984. Ten ostatni nakręcony został w Anglii w okolicach miejsc, w których mogła mieć miejsce akcja książki.

## Muzyka
Na podstawie książki powstało libretto do opery „1984”, muzykę skomponował Lorin Maazel. Premiera odbyła się w Teatro alla Scala w Mediolanie.
David Bowie inspirował się „Rokiem 1984”, tworząc w 1974 album koncepcyjny „Diamond Dogs”. Planował zrobić musical, natomiast nie dostał zezwolenia od wdowy po Orwellu.
Nazwa polskiego zespołu nowofalowego Nowo Mowa została zaczerpnięta od stworzonego przez Orwella konceptu.

## W Polsce
Rok 1984 jest lekturą szkolną dla liceów i techników (stan na 2017/2018, stan na 2024/2025).